# Ітон-Рапідс (Мічиган)
Ітон-Рапідс (англ. Eaton Rapids) — місто (англ. city) в США, в окрузі Ітон штату Мічиган. Населення — 5203 особи (2020).

## Географія
Ітон-Рапідс розташований за координатами 42°30′32″ пн. ш. 84°39′7″ зх. д. / 42.50889° пн. ш. 84.65194° зх. д. (42.508867, -84.651866).  За даними Бюро перепису населення США в 2010 році місто мало площу 9,08 км², з яких 8,78 км² — суходіл та 0,30 км² — водойми.

## Демографія
Згідно з переписом 2010 року, у місті мешкало 5214 осіб у 2092 домогосподарствах у складі 1345 родин. Густота населення становила 574 особи/км².  Було 2387 помешкань (263/км²).
Расовий склад населення:
| - 95,1 % — білих - 0,7 % — чорних або афроамериканців - 0,5 % — азіатів - 0,4 % — корінних американців |

До двох чи більше рас належало 2,6 %. Частка іспаномовних становила 4,4 % від усіх жителів.
За віковим діапазоном населення розподілялося таким чином: 27,7 % — особи молодші 18 років, 61,2 % — особи у віці 18—64 років, 11,1 % — особи у віці 65 років та старші. Медіана віку мешканця становила 34,8 року. На 100 осіб жіночої статі у місті припадало 93,4 чоловіків;  на 100 жінок у віці від 18 років та старших — 88,0 чоловіків також старших 18 років.
Середній дохід на одне домашнє господарство  становив 49 991 долар США (медіана — 39 450), а середній дохід на одну сім'ю — 58 187 доларів (медіана — 49 971). Медіана доходів становила 39 132 долари для чоловіків та 35 694 долари для жінок. За межею бідності перебувало 22,3 % осіб, у тому числі 30,1 % дітей у віці до 18 років та 11,9 % осіб у віці 65 років та старших.
Цивільне працевлаштоване населення становило 2174 особи. Основні галузі зайнятості: освіта, охорона здоров'я та соціальна допомога — 26,7 %, виробництво — 13,4 %, мистецтво, розваги та відпочинок — 11,4 %, роздрібна торгівля — 10,3 %.